# Miro Šegrt
 Miro Šegrt  (5. svibnja 1941. - 10. listopada 2021.) bio je hrvatski kazališni, televizijski i filmski glumac.

## Životopis
Osnovnu školu i gimnaziju završio je u  Zagrebu. Apsolvirao je književnost na  Filozofskom fakultetu u Zagrebu i diplomirao glumu na Akademiji dramske umjetnosti u Zagrebu u klasi profesora  K.Spaića ulogom Georga u drami E. Albee-a „Tko se boji Virginije Woolf?“. Angažiran je u HNK u Zagrebu od 1. siječnja 1969., do 31. siječnja 2009. kad odlazi u mirovinu. 
- U HNK-u odigrao je stotinjak različitih uloga u više od tisuću predstava. Igrao je u kultnim predstavama HNK-a : „General i njegov lakrdijaš“ M. Matkovića u režiji M. Škiljana, “Kiklopu“ R. Marinkovića i  K.Spaića, praizvedbi „Pustinje“ R. Marinkovića u režiji M. Carića, „Putu u raj“ M. Krleže u režiji D. Radojevića, „Aiaxai“ R. Ivšića i režiji V. Habuneka. Značajne uloge odigrao je u predstavama „Diogenes“ A. Šenoe u adaptaciji I. Ivanca i režiji G. Para i V. Vidoševića (Erdödy), „Grbavica“ S. Mihalića i režiji G. Para (Putnik), „Događaj u gradu Gogi“ S. Gruma i režiji G. Para (uloga pjesnik Klikot), „Golgota“ M. Krleže i režiji M. Škiljana (Ivan, radnik XI), „Kurlani“ M. Božića i režiji M. Škiljana (Kažela), „Vučjak“ M. Krleže u režiji K. Spaića (uloga Dr. Strelec), „Andrija Hebrang“ A. Vuletića i režiji P. Šarčevića (Miletić), „Potopljena zvona“ Ive Brešana i režiji K. Spaića (Šime- otočki težak), „Berenikina kosa“ N. Fabria i režiji G. Para (Drugi bolničar, Ceremonijar, Drugi agent, Agent), „Kralj Edip“ Sulić, Glass, Cocteau i režiji V. Sulića (Pastir), „Večeras se improvizira“ L. Pirandella i režiji Z. Svibena, „Priča sa zapadne strane“ L. Bernsteina i režiji S. Moše (Krupke), „Vassa Železnova i drugi“ M. Gorkog i režiji Z. Svibena (JevsejMitrič Bajmakov), „Becket“ J. Anouilha i režiji H. Popescua i J. Juvančića (Nadbiskup), „Korupcija u palači pravde“ Uga Bettia i režiji J. Juvančića (Persius, sudac).
- Velike uloge igrao je u dramama „Venecijanka“ nepoznatog autora, „Pandža“ H.Barkera, „Maturanti“ I. Ivanca, „Krvava svadba“ F. G. Lorce, „Sabirni centar“ D. Kovačevića, „Staklena menažerija“ T. Williamsa.
- U nekim predstavama HNK-a radio je i kao asistent režije.
- Nastupao je i u drugim Zagrebačkim kazalištima: Komediji („Čovjek zvijer i krepost“ L. Pirandella u režiji V. Habuneka), u ondašnjem PiK-u, u Trešnji („Stvaranje sunca“ M. Pavlika u režiji gosta K. Brožeka), u Teatru itd. („Brdo“ i „Galilejevo uzašašće“ Tonka Šoljana u režiji V. Gerića), u Komornom teatru klasike (Goethe „Ifigenija u Tauridi“, uloga Orest).
- Igrao je i na „Akademskoj sceni“ u „Hvarkinji“ M.Benetovića ulogu F. Pisoglavića, u režiji J. Juvančića, te Kamila Emeričkog u „Zastavama“ M. Krleže u adaptaciji i režiji Z. Crnkovića i K. Spaića.
- Na Dubrovačkim ljetnim igrama bio je član festivalskog ansambla više od 15 godina i odigrao stotinjak predstava. Značajne uloge su u „Ljubovnicima“ u Pilama u režiji J. Juvančića, te u „Eduardu II“ B. Brechta  (uloga mladog Eduarda) u kultnoj Parovoj režiji na Lovrijencu.
- Nekoliko godina radio je kao profesor scenskog govora na Akademiji dramske umjetnosti u Zagrebu.
- Na filmu je snimao s B. Bauerom, N. Tanhoferom, A. Vrdoljakom, T. Radićem i nekoliko eksperimentalnih filmova s V. Petekom  (višestruko nagrađeni „Razgovor sa Jacqueline“).
- Na radiju je snimio nekoliko stotina različitih emisija s najznačajnijim imenima hrvatske radiofonije: braća Brkić (Bero i Zvonko), T. Srkulj, P. Jelenić, L. Lončar, M. Koletić, Z. Bajsić, M. Rutić, B. i M. Vučković i drugima. Vodio je „Sedmo jutro“ kod urednice Maje Sabolić, „Pola sata do dnevnika“ kod urednika Krešimira Baumštarka. Na školskom radiju kod urednice Snješke Antunović pisao je i vodio nekoliko ciklusa emisija.
- Jedan je od začetnika Zagrebačke škole sinkroniziranog filma („crtića“).
- Na televiziji radi od početaka televizije, još dok su drame išle u živo. Igrao je u prvoj omladinskoj Tv-seriji u tri nastavka. Išla je „uživo“. Bila je to „Svemirska patrola“ Ilka Rosića u režiji Tamare Srkulj. Slijedile su serije: „Laku noć djeco“ i „Riki“ u režiji V. Laste, „25 minuta sa ...“ u režiji D. Marušića.
- Na školskoj televiziji vodio je nekoliko ciklusa poezije („Vrela“) i kviz „Tv-gramatika“ koji je išao nekoliko godina.
- Čitav svoj radni vijek proveo je u HNK-u i radio s glumačko-redateljskim legendama hrvatske scene, filma, radija i televizije.

## Filmografija

### Televizijske serije
- "Mejaši" kao radnik Joža (1970.)
- "Gruntovčani" kao milicionar komandir (1975.)
- "Kapelski kresovi" kao Špija (1975. – 1976.)
- "Nikola Tesla" kao tajnik J. P. Morgana (1977.)
- "Nepokoreni grad" (1982.)
- "Zamke" kao Petanjek (1983.)
- "Vučjak" kao poručnik Koren (1983.)
- "Smogovci" kao kupac auta na sajmu (1989.)

### Filmovi
- "Klempo" kao Mile (1958.)
- "Balade Petrice Kerempuha" (1971.)
- "Autodafe moga oca" (1971.)
- "Timon" kao Kolis (1973.)
- "Puška u cik zore" (1981.)
- "Dundo Maroje" kao Dživo (1983.) - TV-kazališna predstava
- "Tri lutalice" (1986.)
- "Glembajevi" kao gost na zabavi (1988.)

### Sinkronizacija
- "Pixie & Dixie and Mr. Jinks" kao Mr. Jinks
- "Štrumpfovi" kao Pjesnik Štrumpf i Štrumpf Lijeni (1985.) - od studija Zagrebačka Televizija
- "Bipsići" - razni likovi
- "Looney Tunes" kao kojot Mirko S. Zlikovski i sporedne uloge (kondukter u vlaku, ljuti susjed, pas inventor, tenisač, tata medvjed Henry #1, zli vuk iz knjige, radnik u hotelu Bromo, Alfie, Šropšajerski koljač, novinar spiker, zatvorenik Ludozemlje, patak Silvestar, sivi pas buldog, Neonski rezanac, kamion vozač drvoprerađivačke tvornice #1, ujak Sam, strašni glas u Ludozemlji (crno-bijeli film), crveni mačak sa zelenim okom Jacky, spiker kino teatra, turist u nacionalnom parku, vilenjak O'Mike, Al Jolson, filmski radnik na setu, pripovjedač medvjed u sjeni itd.)
- "Zekoslav Mrkva i Ptica Trkačica: Film" kao Mirko S. Zlikovski, duh iz lampe i policijski žandar
- "Obitelj Kremenko" kao Dino
- "Riblje redarstvo" kao detektiv Som (1995.)
- "Tom i Jerry" kao brat mišić, glas na radiju, istrebljivač i ostali likovi
- "Crvenko Plastelinko" kao pripovjedač
- "Branitelji Zemlje" kao mađioničar Mandrak, ledeni robot Garax i sporedne uloge
- "Izgubljene igračke" kao igračka Teddy (film i serija)
- "Kljukica Kvaki" kao brodski kuhar
- "Otok s blagom" kao Billy Bones (verzija iz Golden Films) (1997.)
- "Popaj i sin" kao spiker u filmskom projektoru i sporedne uloge (HRT sinkronizacija) (1997.)
- "Batman i Superman Film" kao detektiv Harvey Bullock, Clyde, znanstvenik, Binko i Lexov agent (1997.)
- "Scooby-Doo: Otok Zombija" kao Jacques (1999.)
- "Gospodar prstenova" kao Gimli (1999.)
- "Scooby Doo i napadači iz svemira" kao lažni vojni policajac #2 i FBI agent (2000.)
- "Silvestrove i Čičijeve tajne" kao najavljivač brojeva za bingo Bingo Barker, španjolski direktor muzeja, kriminalac Louie Z Anna, Bakičin brat Willy, Herlock Sholmes, egipatski vodič, inspektor za čuvanje kikirikija, filmski lik u kinu, bolid vozač Grand Prixa, frankfurtski čistač, Zeus i glas Abrahama Lincolna u muzeju (2001. – 2002.)
- "Tom i Jerry: Magični prsten" kao vlasnik draguljarne i policajac (2002.)
- "Gladijatorska akademija" kao Sardivikus i Magnus Mrazijus (2010.)
- "Pustolovine Prudence Petitpas" kao Fernan (2013.)

## Vanjske poveznice
- Miro Segrt u internetskoj bazi filmova IMDb-u (engl.)